# Aratoca
Aratoca là một khu tự quản thuộc tỉnh Santander, Colombia. Thủ phủ của khu tự quản Aratoca đóng tại Aratoca Khu tự quản Aratoca có diện tích 170* ki lô mét vuông. Đến thời điểm ngày 28 tháng 5 năm 2005, khu tự quản Aratoca có dân số 7055 người.